# Sara Reisen
Sara Reisen (auch: Sarah Reisen; jiddisch Sore Reyzen; * 1885 in Koidanowo, Gouvernement Minsk, Russisches Reich; † 25. Oktober 1974 in New York City) war eine jiddische Übersetzerin, Schriftstellerin, Dichterin, Tochter von Kalman Reisen, Schwester von Abraham und Salman Reisen.
Mit 14 Jahren kam sie nach Minsk, erhielt dort Privatunterricht und schlug sich anschließend als Mitarbeiterin der Minsker russischen Zeitung sowie als Verfasserin jiddischer Journale, Skizzen, Erzählungen und Lieder durchs Leben. Sie war Teil des jiddischen Literaturkreises um Rochl Broches (1880–1942).
Von 1908 bis 1914 lebte sie in Warschau, danach wieder in Minsk, wo sie als Lehrerin tätig war, zugleich aber auch Dramen schrieb, die auch aufgeführt wurden.
Nach dem Tod ihres Vaters (1921) kam sie nach Wilna und war dort als Mitarbeiterin jiddischer Zeitschriften sowie als Übersetzerin für den Kletzkin-Verlag tätig. 1933 emigrierte Reisen nach New York.
Sie übersetzte u. a. Nikolai Wassiljewitsch Gogol, Iwan Sergejewitsch Turgenew, Alexander Sergejewitsch Puschkin, Lew Nikolajewitsch Tolstoi, Rabindranath Tagore, Oscar Wilde, Jack London und Daniel Defoes Robinson Crusoe ins Jiddische; darüber hinaus verfasste sie viele Kindererzählungen und Lieder (eine Auswahl unter dem Titel Traum und Wahrheit veröffentlicht).

## Weitere Werke
- Cholem un Wohr, Warschau 1912
- Lider, Wilna 1924
- Lider fun Sore Reyzen, New York 1955